# Hradní kopec Litice
Hradní kopec Litice – pomnik przyrody znajdujący się w Czechach, w miejscowości Litice nad Orlicí (kraj pardubicki), w zakolu Dzikiej Orlicy, na terenie wzgórza z zamkiem Litice.
Pomnik przyrody ustanowiono rozporządzeniem z dnia 7 listopada 1953 na powierzchni 6,4 hektara, celem zachowania typowego ekosystemu leśnego. Strome stoki wzgórza zamkowego z trzech stron otoczonego zakolem Dzikiej Orlicy są porośnięte lasem mieszanym, z udziałem klonu jawora, buka, świerka i jodły. Piętro runa jest ubogie, najbogatsze w rejonie murów zamkowych, gdzie występują paprocie (w tym zanokcica murowa i zanokcica skalna), a także rośliny ciepłolubne. W zakresie fauny wykryto tutaj 41 gatunków kręgowców. Podczas badań z 2013 rozpoznano z tego terenu 245 sztuk grzybów, z czego siedem gatunków znajduje się na Czerwonej Liście grzybów (macromycetes) Republiki Czeskiej, a jeden w Czerwonej Księdze.